# Paul Gabriel Ahnfelt
Paul Gabriel Ahnfelt, född 25 mars 1803 i Gullarp, död 11 oktober 1863 i Helsingborg, var en svensk skriftställare och kyrkoherde. Han var son till kyrkoherden Jonas Ahnfelt och Elisabeth Margaretha Florman, anatomen Arvid Henrik Flormans syster. Paul Gabriel var far till Arvid Ahnfelt samt bror till Nils Otto Ahnfelt och Oscar Ahnfelt.
Ahnfelt författade verken Studentminnen som utgavs i två delar. Verken är för det mesta samlade i samma band. Ahnfelt berättar om sin uppväxt och personerna som korsat hans väg. Tyngdvikten ligger på studierna som bedrevs vid Lunds universitet. Professorerna som omnämns är bland andra Esaias Tegnér.

## Digitiserad utgåva
- Studentminnen : anteckningar och tidsbilder från hemmet, skolan, universitetet och församlingen. Helsingborg: Ewerlöf. 1857. Libris k4qjrnnch83r40hg. https://gupea.ub.gu.se/2077/84391